# دریاچه پرسپا
دریاچه پرسپا (آلبانیایی: Liqeni i Prespës) نام دو دریاچه آب‌شیرین در جنوب شرق اروپاست که در خاک سه کشور آلبانی، یونان و جمهوری مقدونیه واقع شده‌است.

## نگارخانه

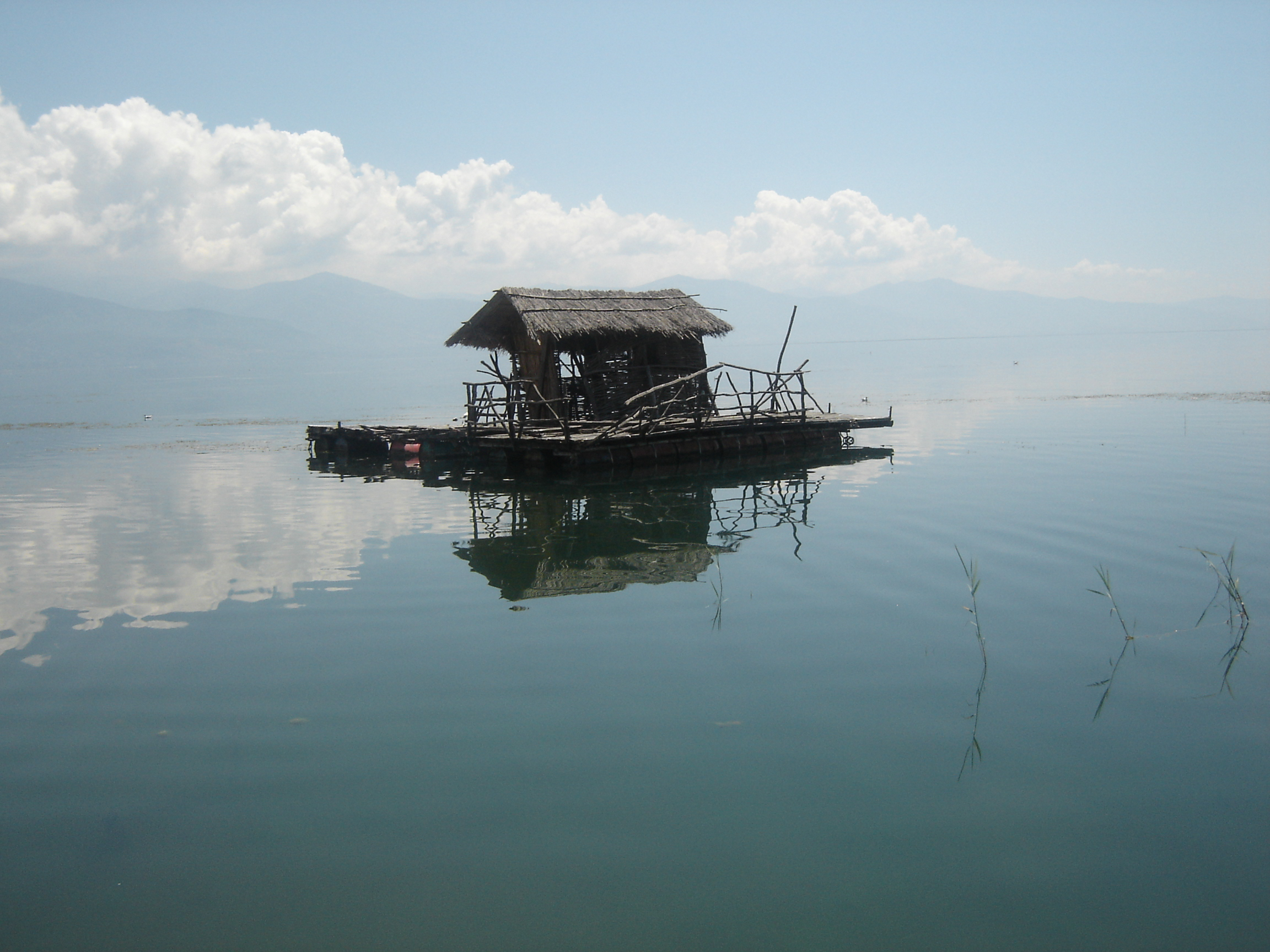
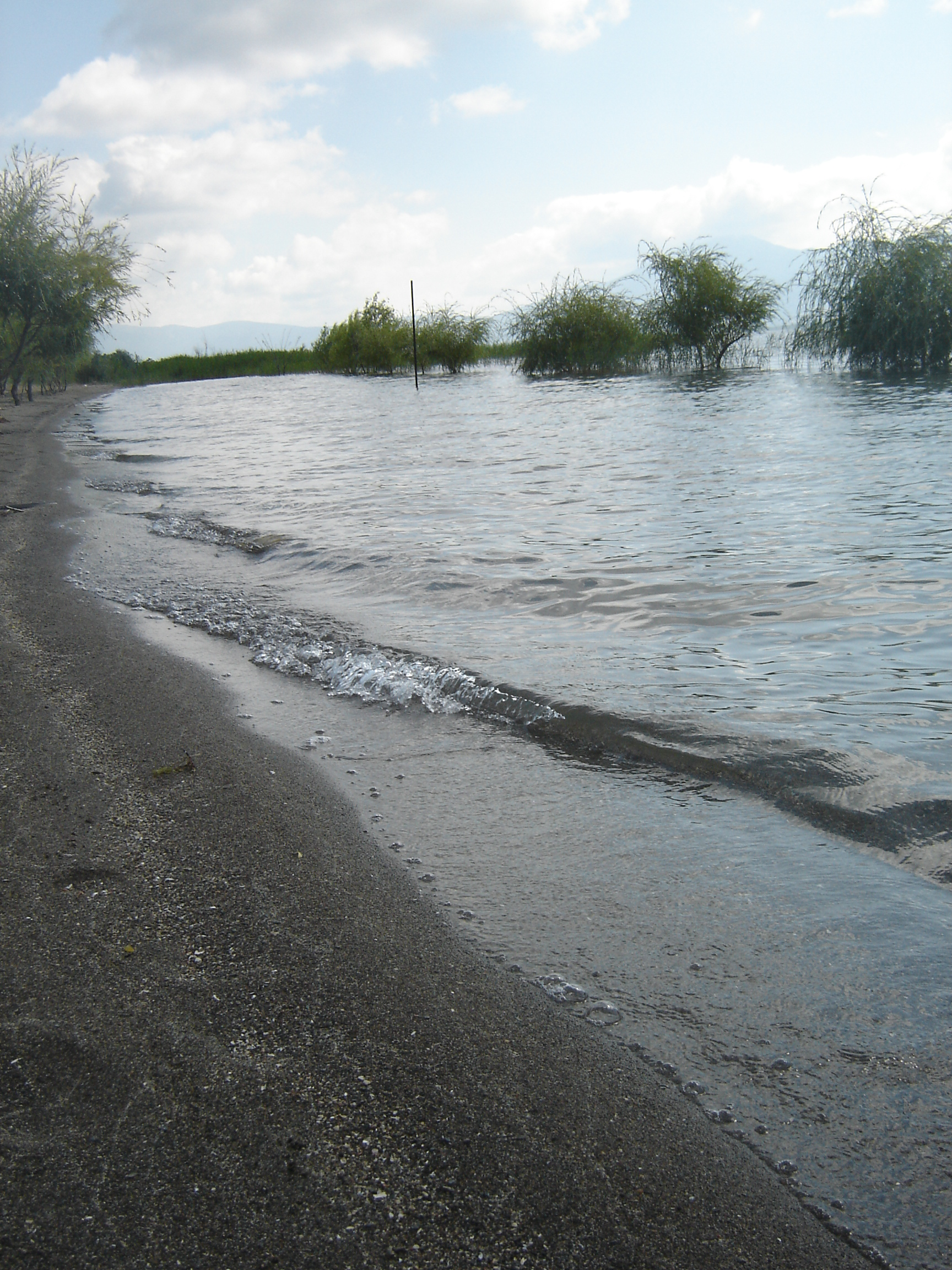
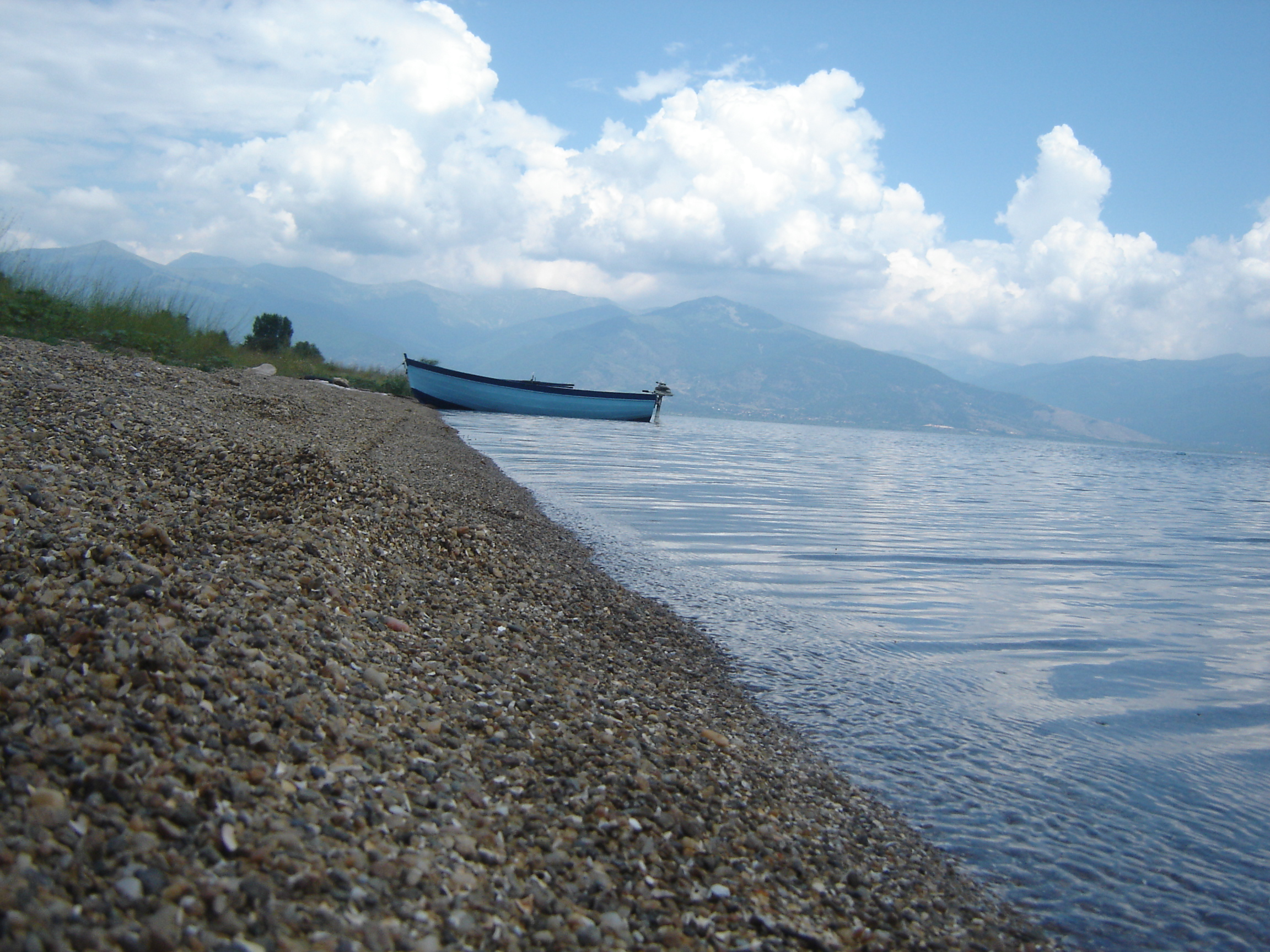
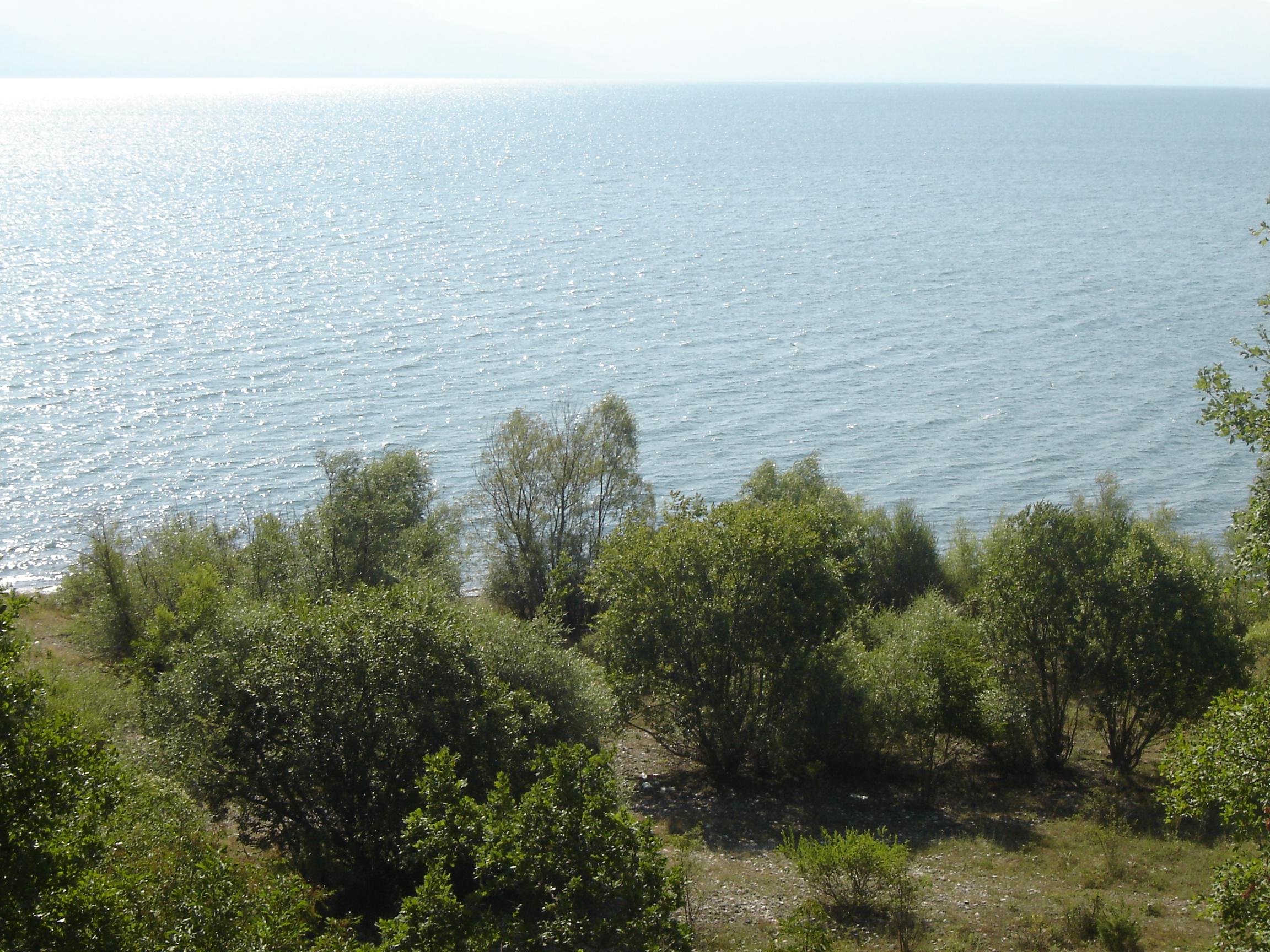
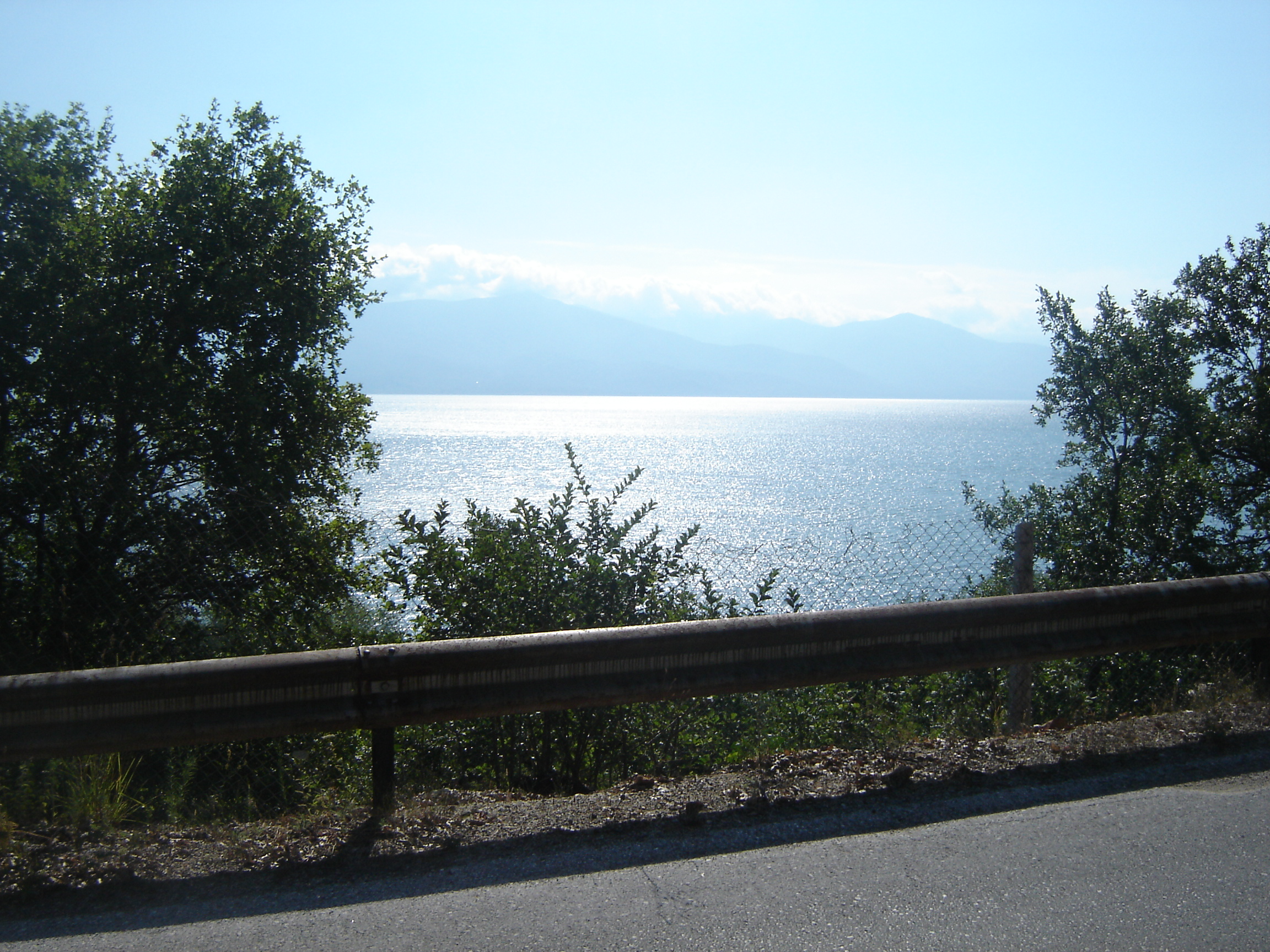
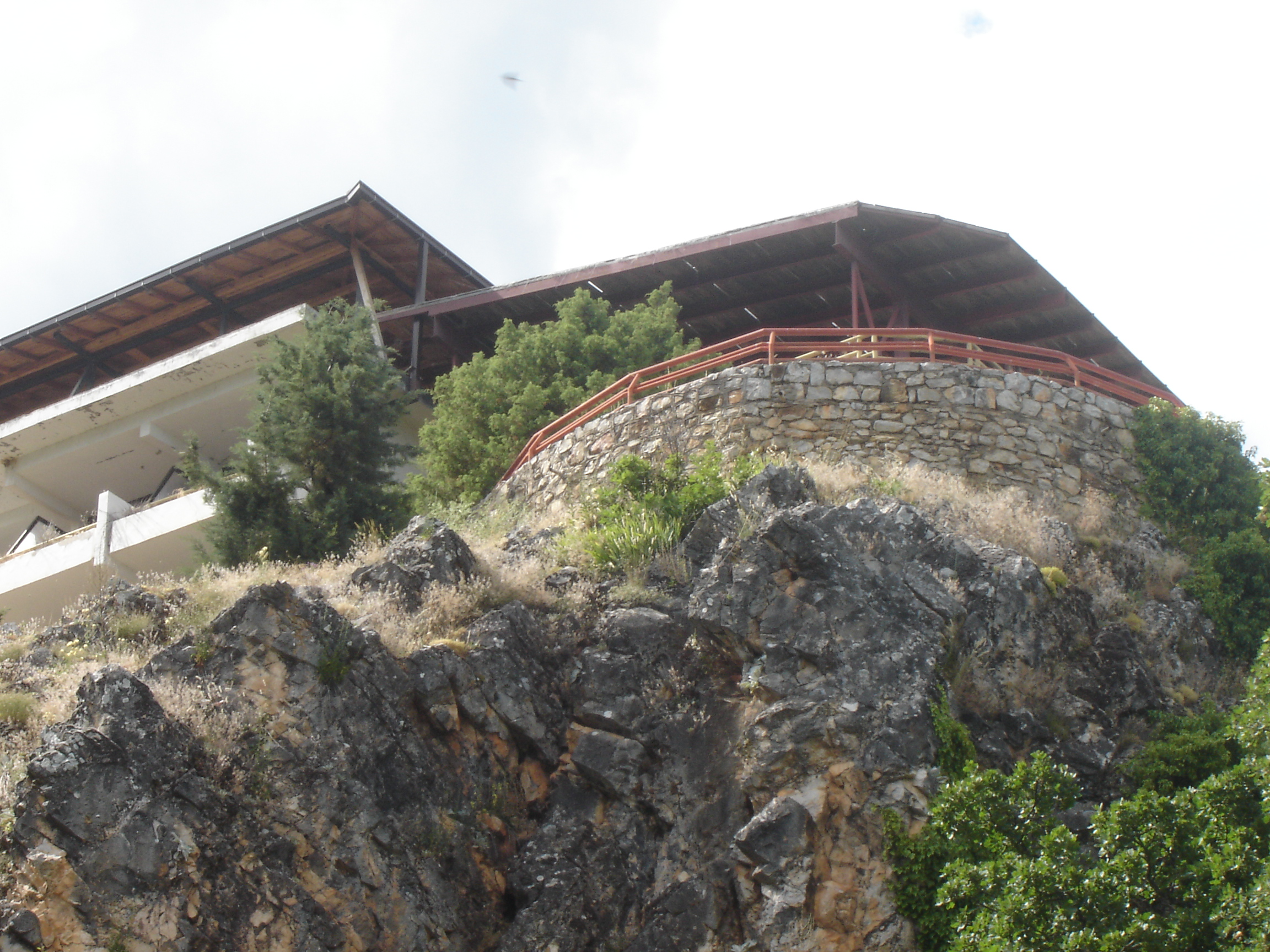
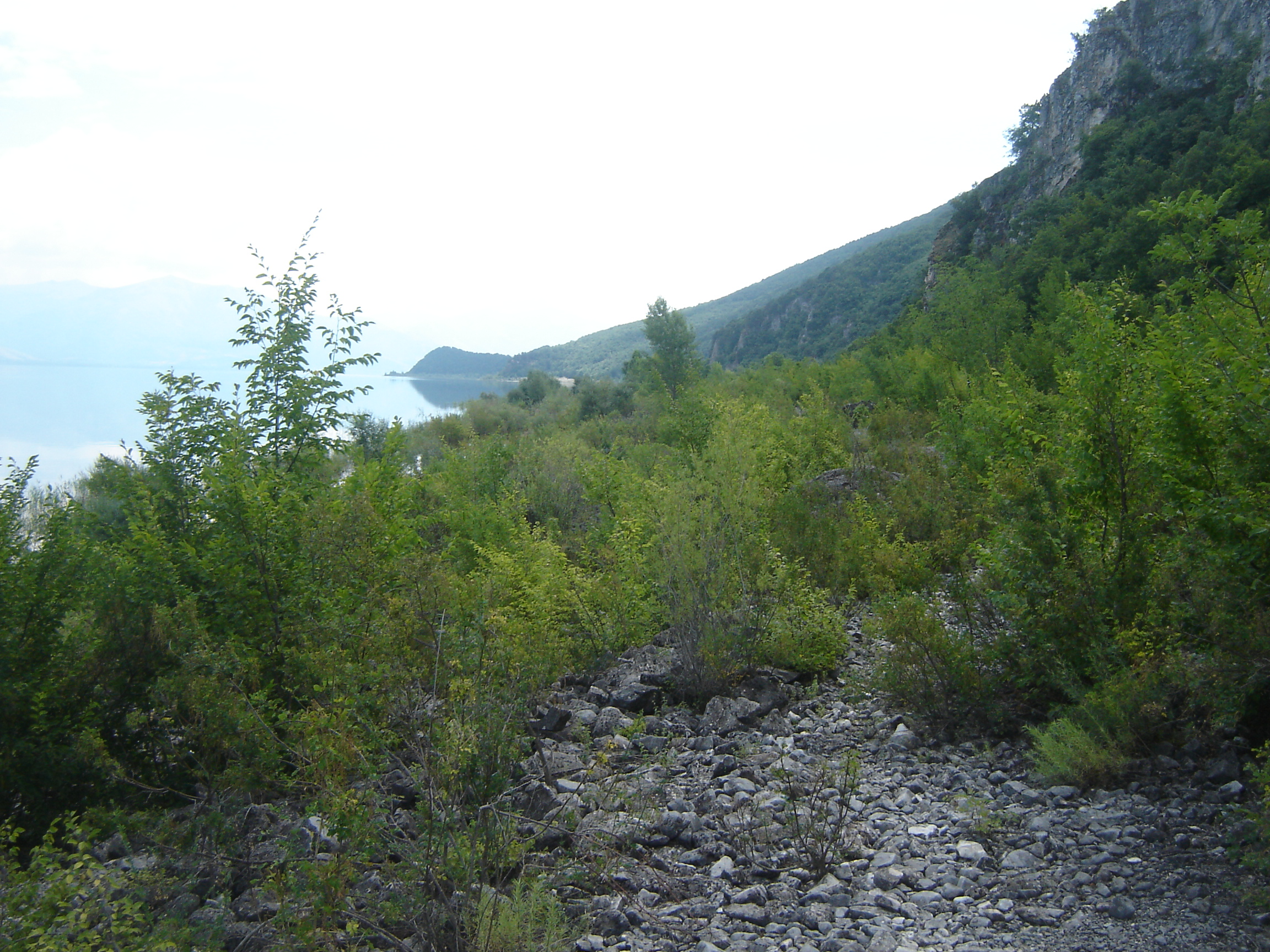
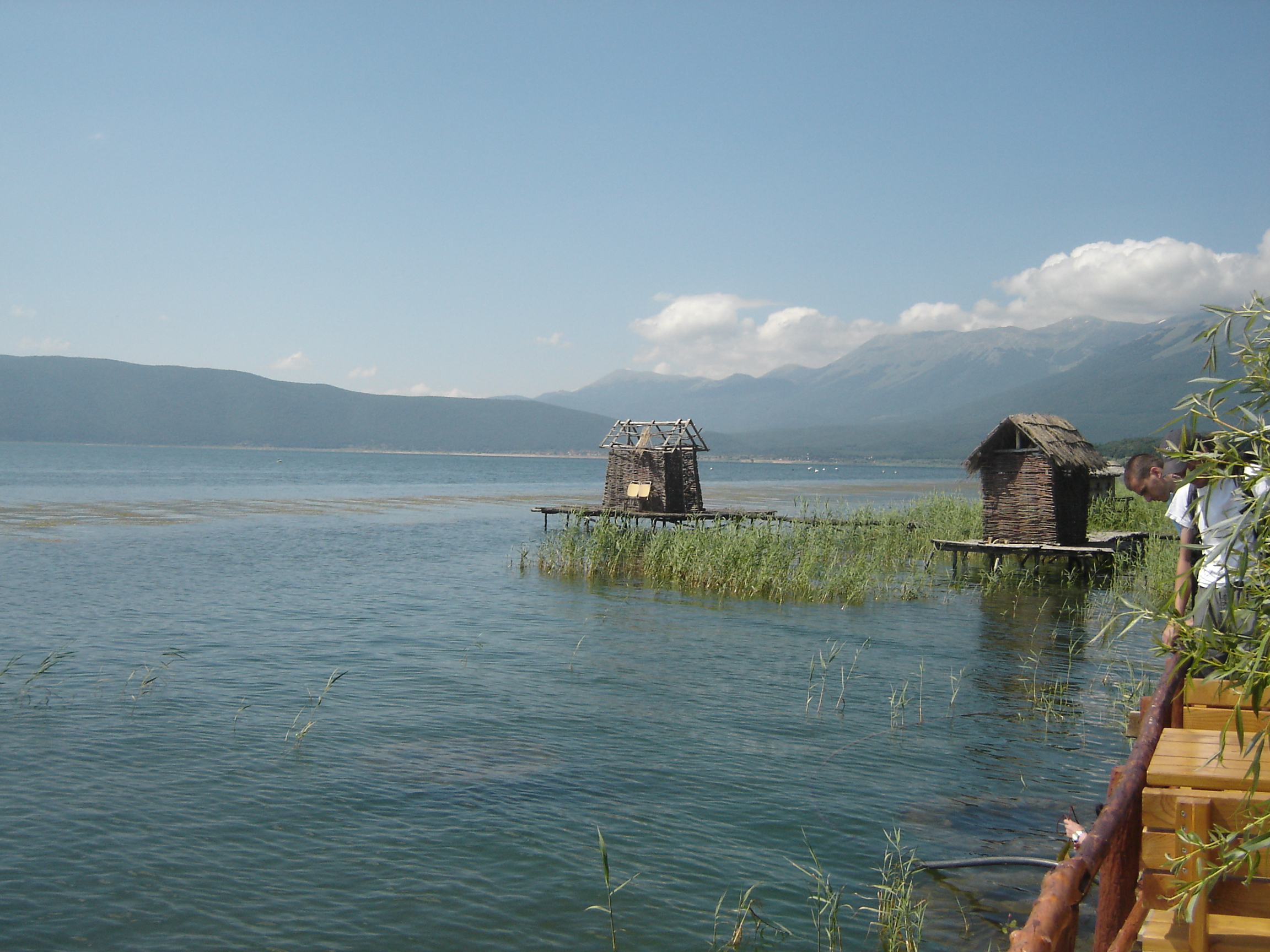
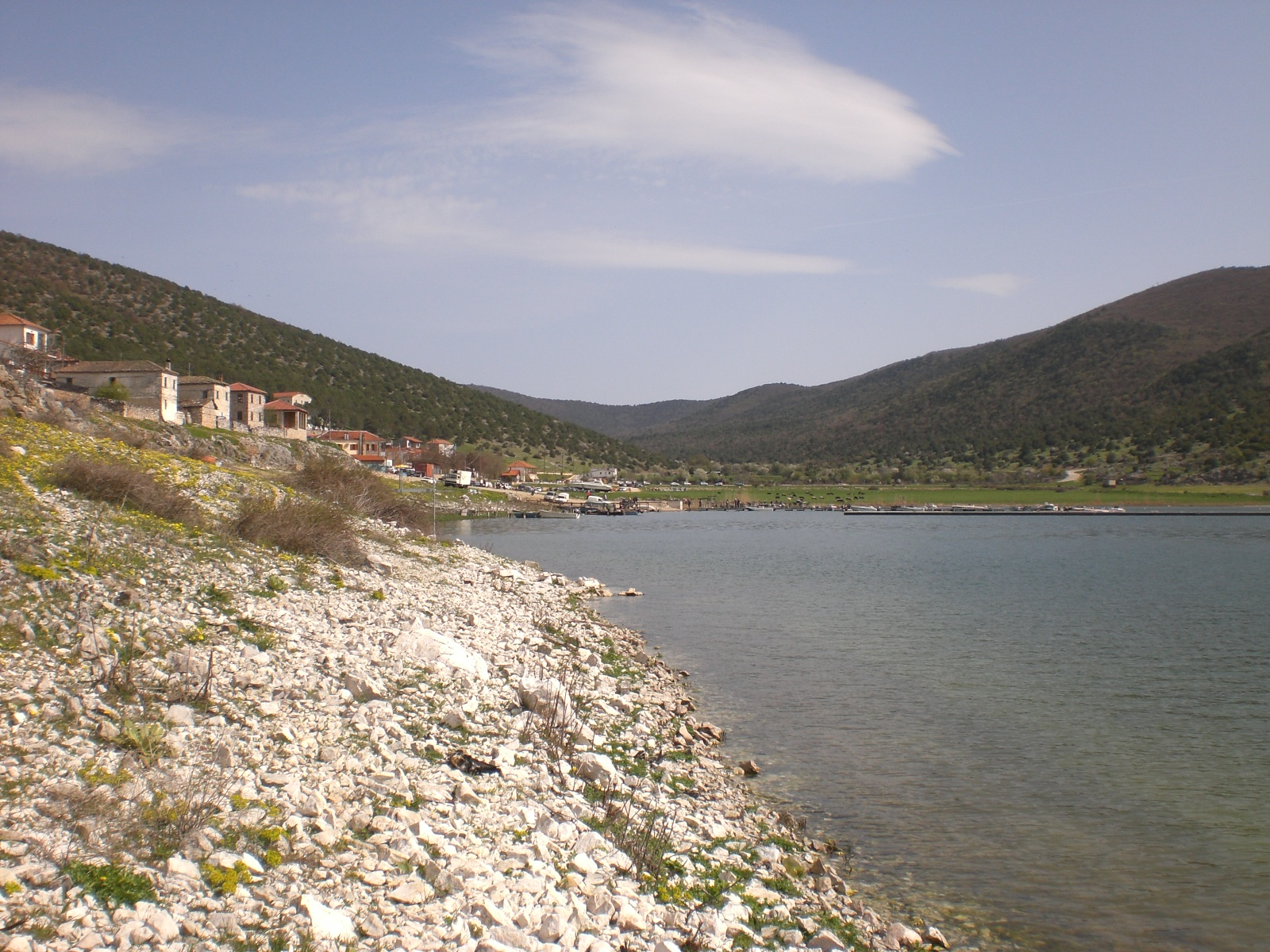
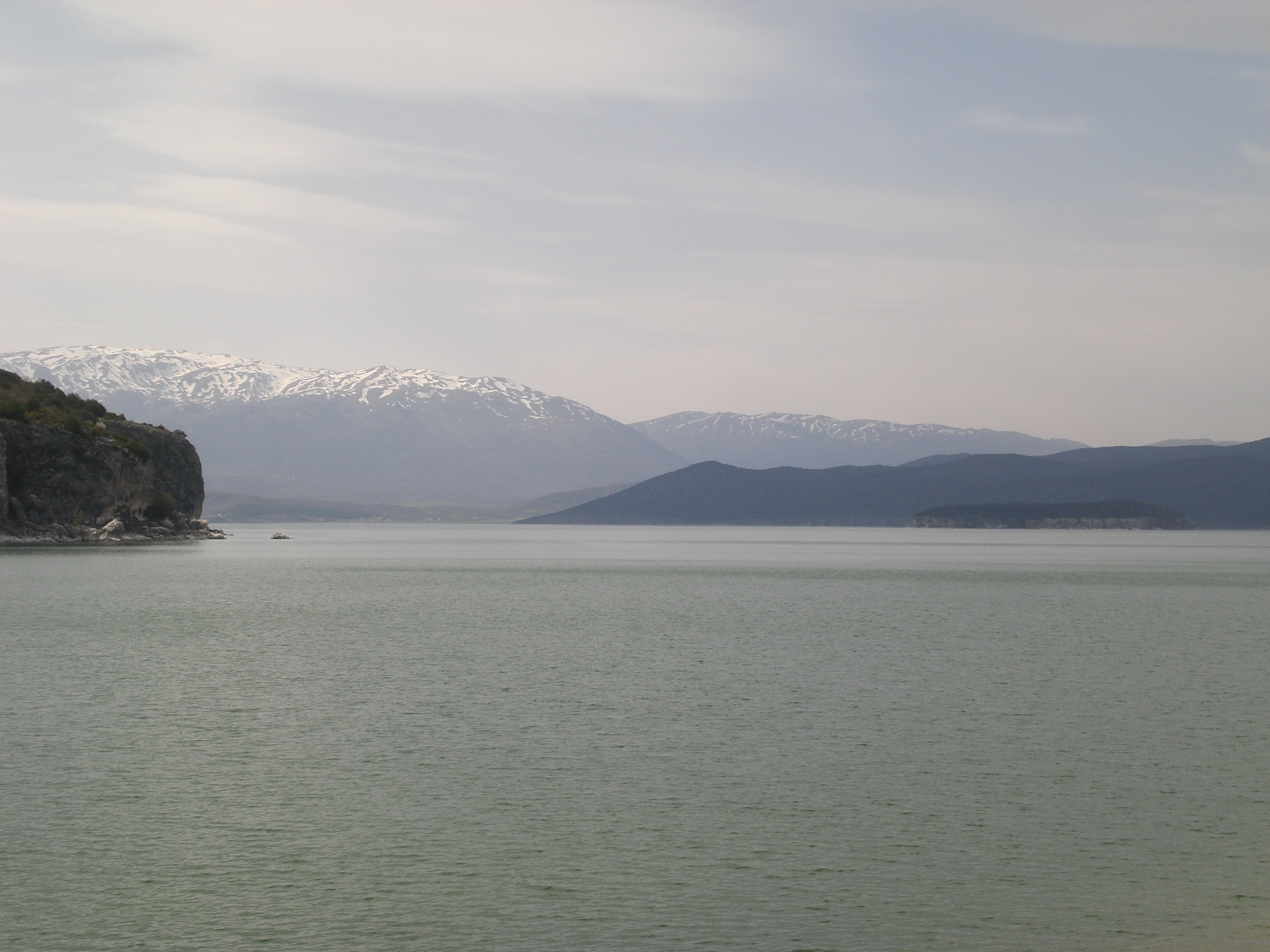
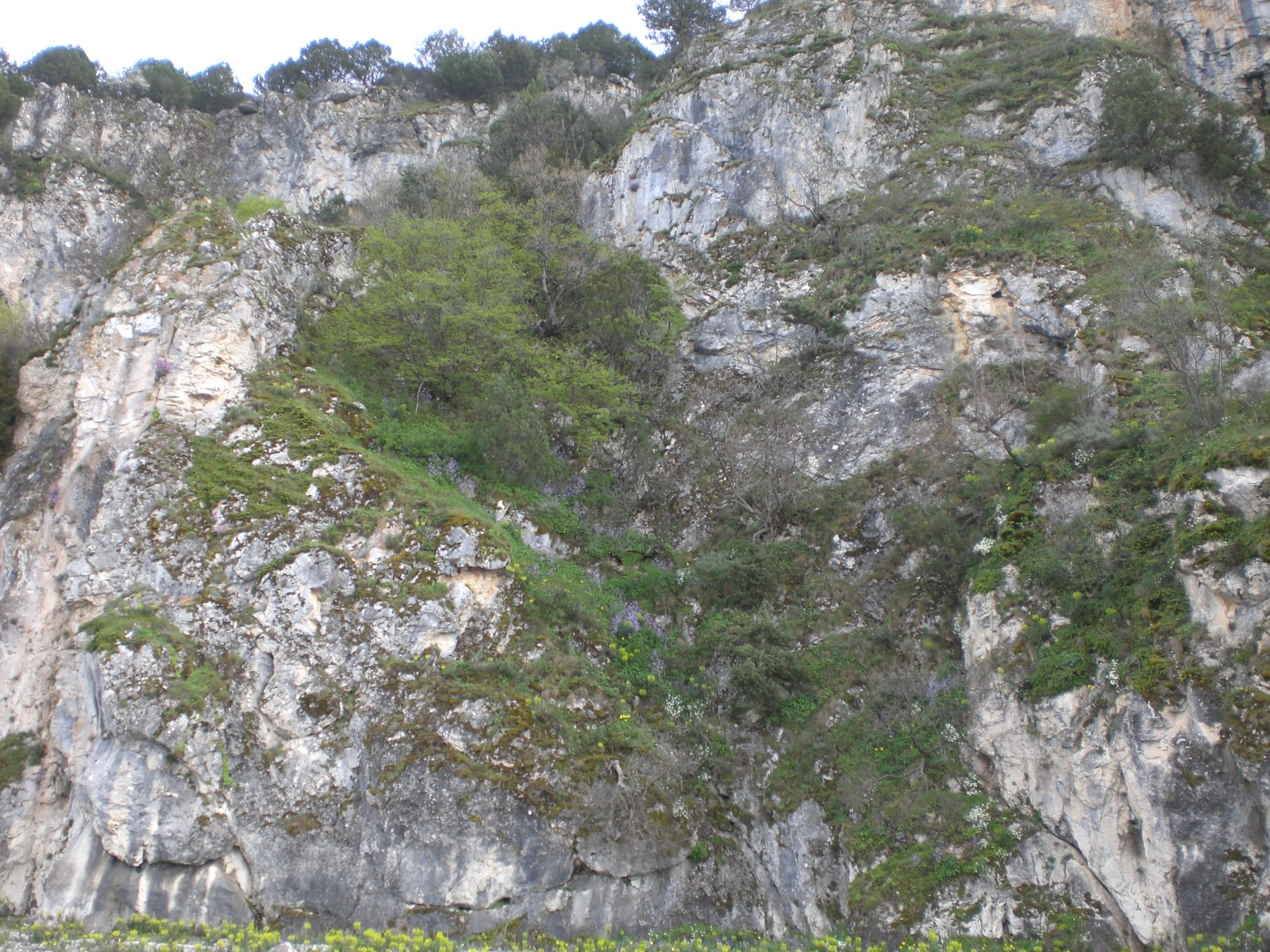
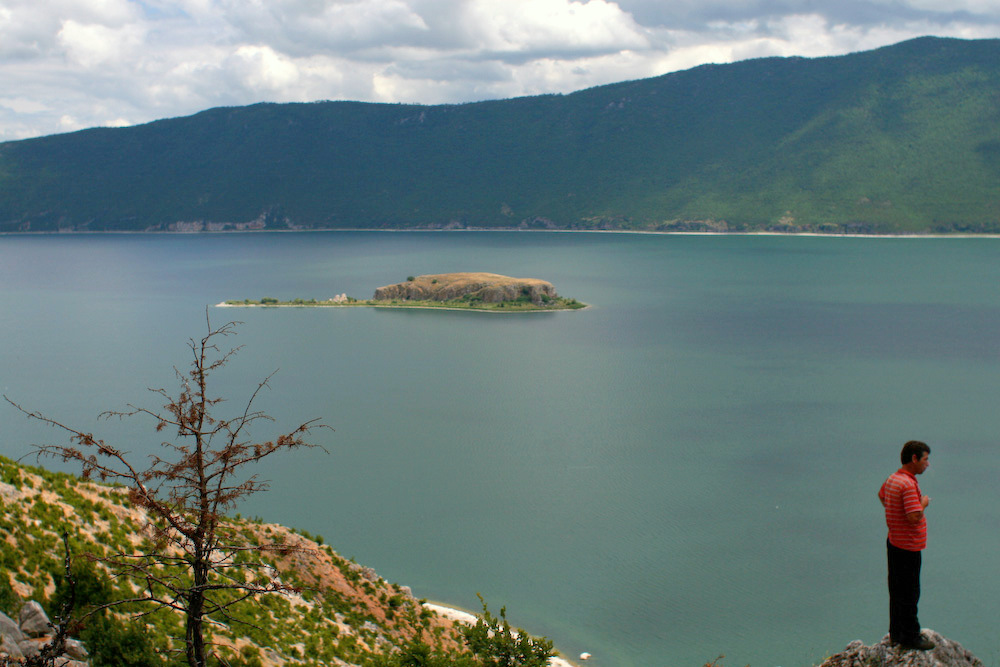